# Espêndio
Espêndio (em latim: Spendius, em grego: Σπενδιος) foi um dos chefes militares dos mercenários cartagineses durante a Guerra dos Mercenários, iniciada em 241 a.C., após a Primeira Guerra Púnica.

## Vida
Nascido na região da Campânia, foi escravizado pelos romanos. Conseguiu escapar, passando ao serviço de Cartago como mercenário. Ali ascendeu a um lugar de honra, graças à sua força e coragem.
No final da guerra teve medo de ser entregue aos romanos, e por isso fomentou o descontente do restante de mercenários, instando-os para não atingirem nenhum tipo de acordo com os cartagineses. Por esta razão, quando as tropas se amotinaram, foi eleito como o seu líder, junto a um africano de nome Mathô.
Participou no sítio de Útica e batalhou contra Hanão II, o Grande durante a Guerra Inexpiável, e foi um dos principais incitadores da morte de Giscão e os emissários de Cartago, junto ao próprio Mathô e o gaulês Autarito.
Abandonou o cerco de Cartago para enfrentar Amílcar Barca no comando de um exército de 50 000 homens. Foi derrotado pelo cartaginês, e a maior parte do seu exército passado a faca. Espêndio foi crucificado frente aos muros da cidade Tunis por ordens de Amílcar. O seu cadáver caiu posteriormente em poder de Mathô, que pendurou o general cartaginês Aníbal nessa mesma cruz.